# Monolepta cavifrons
Monolepta cavifrons es una especie de insecto coleóptero de la familia Chrysomelidae.
Fue descrita científicamente en 1858 por Thomson.